# Nunataki Alisova
Nunataki Alisova är en nunatak i Antarktis. Den ligger i Östantarktis. Australien gör anspråk på området. Toppen på Nunataki Alisova är 817 meter över havet, eller 22 meter över den omgivande terrängen. Bredden vid basen är 3,8 km.
Terrängen runt Nunataki Alisova är kuperad åt nordväst, men åt sydost är den platt. Trakten är obefolkad. Det finns inga samhällen i närheten.